# Rue des Ramenas
La rue des Ramenas est une voie de communication de Montreuil en Seine-Saint-Denis.

## Situation et accès

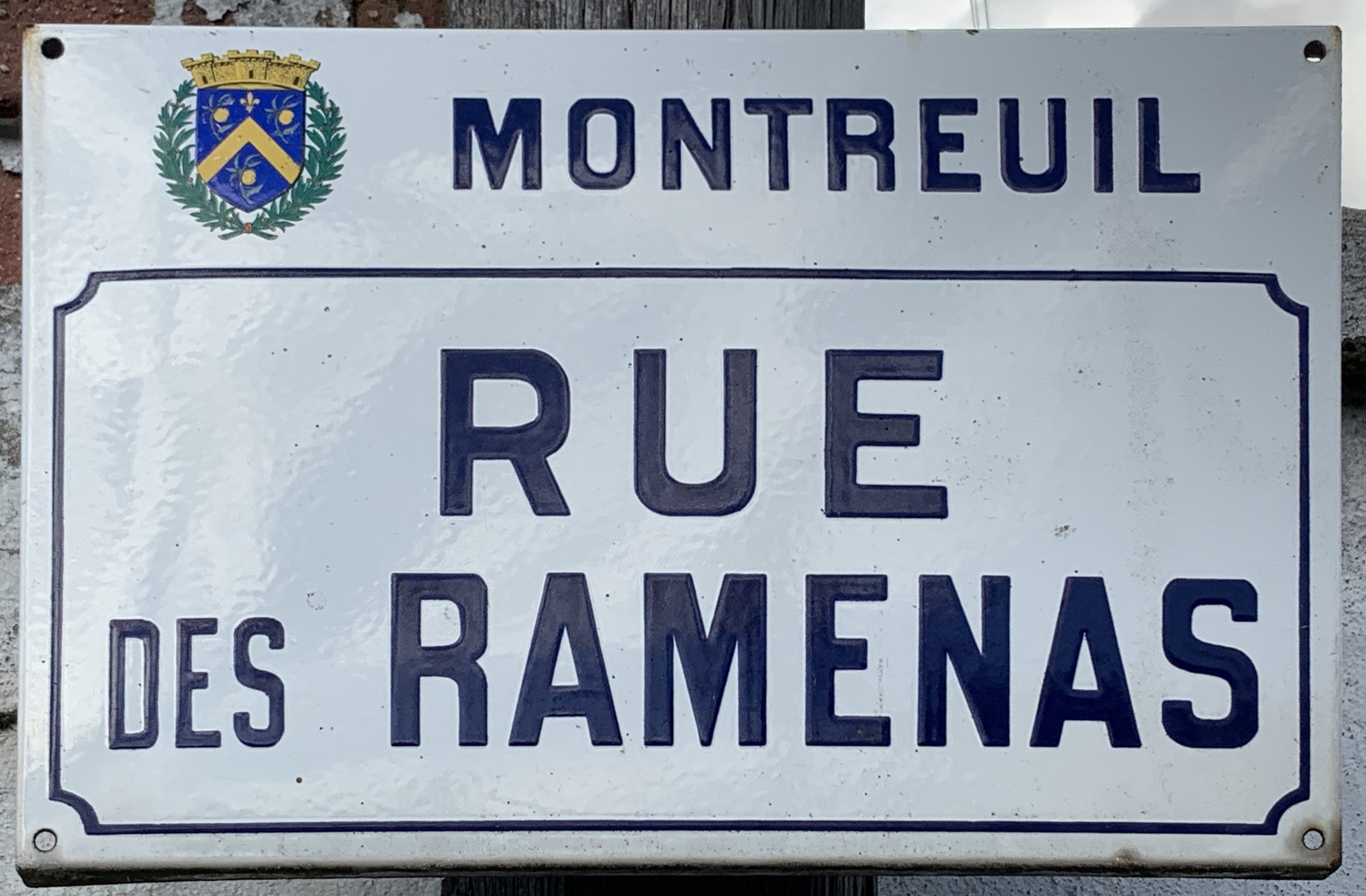
Plaque Rue des Ramenas.

La rue des Ramenas rencontre, sur son parcours, la rue Traversière et la rue Irénée-Lecocq, créée en 1970.

## Origine du nom
Elle tient son nom d'un lieudit, les Ramenas, mentionné dès 1628, à l'époque planté de vignes. Ce nom est toujours usité.

## Historique

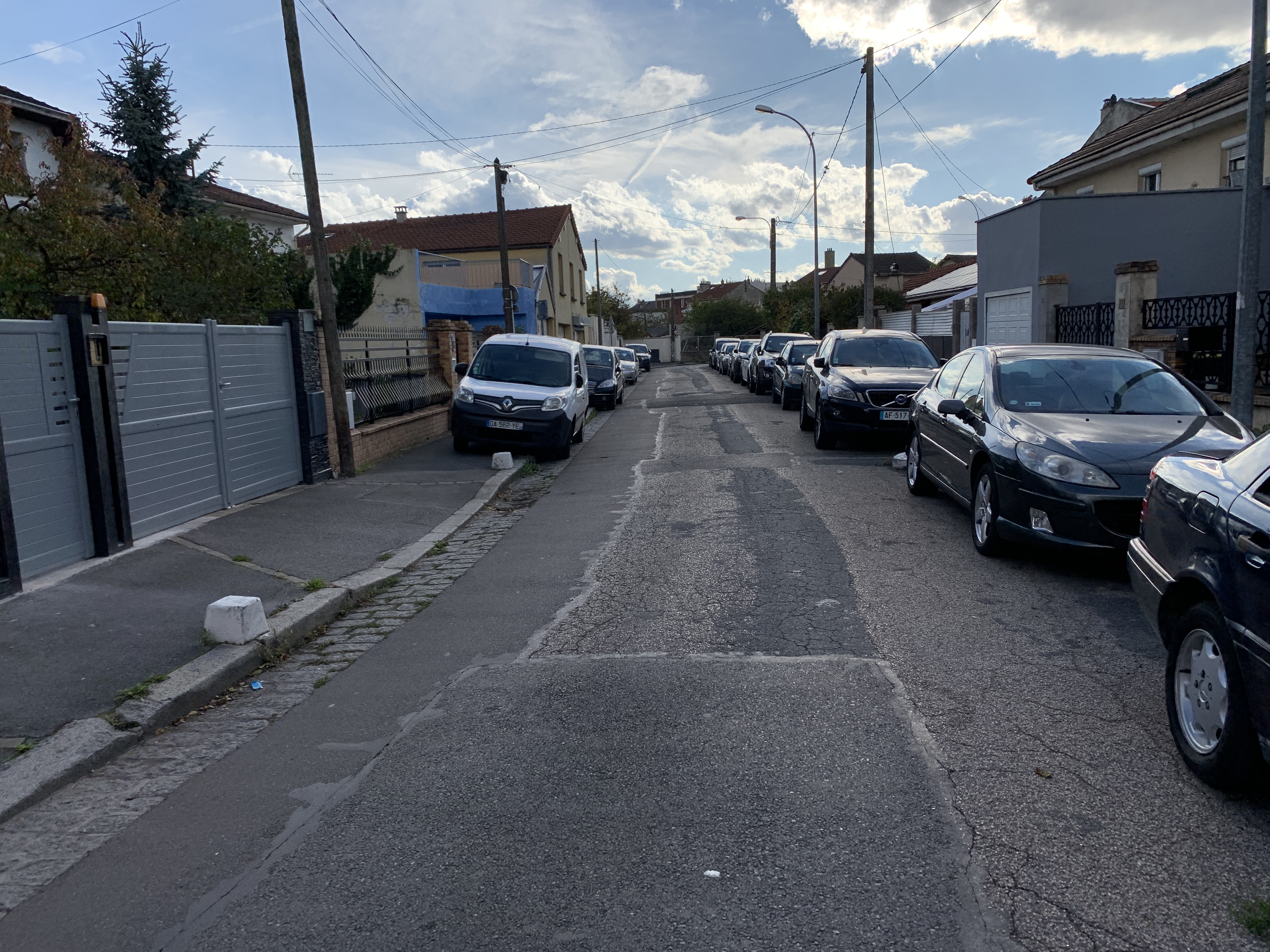
Rue des Ramenas, Montreuil.

Cette rue est connue pour être le fief historique des frères Hornec, depuis qu'en 1950, Lucien Hornec, ferrailleur de son état, et son épouse Marinette y font l'acquisition d'un pavillon. Progressivement, ce domaine s'étend jusqu'à comprendre six maisons et quatre caravanes, allant jusqu'à la rue du Colonel-Fabien, afin d'entraver les surveillances policières.
Le 9 novembre 2006, une intervention du RAID mobilisant quatre-vingt personnes et un hélicoptère, permit de procéder à l'arrestation de Mario et Jean-Claude, soupçonnés de trafic de cocaïne. La cible principale en était la maison centrale, où se trouve un pigeonnier entretenu par Jean-Claude, passionné de colombophilie.